# Buire-le-Sec
Buire-le-Sec è un comune francese di 801 abitanti situato nel dipartimento del Passo di Calais nella regione dell'Alta Francia.

## Società

### Evoluzione demografica
Abitanti censiti